# Mogens Lorentsen
Mogens Herreborg Lorentsen, född 6 mars 1928 i Köpenhamn, död 8 juni 2016 i Göteborg, var en dansk-svensk väg- och vattenbyggnadsingenjör. 
Lorentsen, som var son till arkitekt Markus Lorentsen och Kamma Sørensen, avlade studentexamen i Göteborg 1946, utexaminerades från Chalmers tekniska högskola 1950, blev teknologie licentiat vid Kungliga Tekniska högskolan 1958 och teknologie doktor där 1964. Han anställdes som ingenjör vid AB Kjessler & Mannerstråle i Stockholm 1950, blev konstruktionschef vid Kooperativa förbundets arkitekt- och ingenjörskontor 1959, docent i brobyggnad vid Kungliga Tekniska högskolan 1965 och professor i nämnda ämne där 1971. Mogens Lorentsen är gravsatt i minneslunden på Galärvarvskyrkogården i Stockholm.